# Макарій Олександрійський
Мака́рій Олександрі́йський (грец. Μακάριος ὁ Ἀλεξανδρεύς, лат. Macarius Alexandrinus), Макарій Молодший, св. – єгипетський аскет, монах і священик IV ст., молодший сучасник Макарія Великого.

## Біографічні відомості
Основні відомості про біографію преп. Макарія Олександрійського містяться в «Лавсаїку» єп. Паладія Єленопольського (розд. 19) та в «Історії єгипетських монахів» пресвітера Руфіна Аквілейського (розд. 30). Згідно з цими джерелами, Макарій, якого також іменували ὁ Πολιτικός, тобто «Міський», у віці 40 років відійшов до пустелі та став настоятелем монастиря Келії. Достовірних свідоцтв про його попереднє життя немає: традиційно вважається, що він був мирянином та займався торгівлею, однак Філіп Сидський (V ст.) пише, що Макарій був шкільним наставником в Олександрії, що узгоджується зі свідченням візантійського історика Сократа Схоластика про вченість Макарія.
В монастирі Макарій виховував монахів у дусі суворої аскези, а також здійснив багато чудес. Сократ Схоластик, указуючи на схожість двох Макаріїв, зазначає, що на відміну від Макарія Великого, який «був строгим», Макарій Олександрійський «до тих, хто приходив, був ласкавим та доброзичливістю привертав молодих людей до подвижницького життя».

## Твори
- Правило для монахів [Архівовано 27 квітня 2015 у Wayback Machine.].
- Послання, адресоване монахам [Архівовано 27 квітня 2015 у Wayback Machine.].
- Слово про вихід душі та про стан після смерті.